# Latenivenatrix
Latenivenatrix mcmasterae
Genre
Espèce
Latenivenatrix (qui signifie « chasseresse cachée ») est un  genre fossile de dinosaures théropodes de la famille des troodontidés. Ce genre n'est représenté que par une seule espèce, Latenivenatrix mcmasterae. 

## Présentation
L'espèce Latenivenatrix mcmasterae est décrite en 2017 à partir de vestiges précédemment identifiés comme appartenant au genre Troodon, et ce genre Troodon est devenu pour beaucoup de paléontologues un nonem dubium (un nom douteux),,.
Avec une longueur de crâne estimée à 45 cm et une longueur de corps comprise entre 3 et 3,50 mètres, Latenivenatrix est le plus grand troodontidé connu. 

## Découverte et spécimens
Le spécimen type ou holotype de Latenivenatrix, référencé CMN 12340, a été décrit pour la première fois en 1969 par Dale Alan Russell qui l'a attribué au genre Stenonychosaurus. En 1987, il a été référé à Troodon. Irene Vanderloh l'avait extrait en 1968 des strates de la formation de Dinosaur Park (Crétacé supérieur) en Alberta, dans le sud du Canada. Le spécimen a préservé des os du crâne (frontaux, pariétaux, postorbital, la partie basale de l'occipital et le sphénoïde), quatre vertèbres et quatre côtes, des chevrons et des gastralia, des membres antérieurs assez complets et des membres postérieurs incomplets. 
De plus, trois autres spécimens provenant de la même localité sont attribués à la même espèce. Ceux-ci incluent les spécimens UALVP 55804 (un bassin partiel), TMP 1982.019.0023 (un crâne partiel) et TMP 1992.036.575 (un dentaire droit et plusieurs métatarsiens gauches). 
Comme Latenivenatrix peut être distingué de Stenonychosaurus grâce à la structure de ses frontaux et de son métatarse III, plusieurs spécimens isolés de ces os ont également été assignés à Latenivenatrix. Ce sont les échantillons frontaux : CMN 12340, TMP 1979.008.0001, TMP 1980.016.1478, TMP 1986.036.0004 et UALVP 55285, ainsi qu’un métatarse III (TMP 1997.133.0008).

## Description
Latenivenatrix peut être distingué des autres troodontidés grâce aux autapomorphies (caractères diagnostiques) suivantes dans son bassin : 
- le pubis est rétroversé en formant un angle de 17° ;
- la tige pubienne est incurvée antérieurement ;
- une grande insertion musculaire sur la surface latérale de la tige pubienne est présente, légèrement proximale à la botte pubienne (ceci est également observé chez le Dromaeosauridae Hesperonychus).

Les autres traits diagnostiques qui distinguent Latenivenatrix des autres troodontidés dérivés (en particulier de son proche parent Stenonychosaurus ) sont les suivants : 
- la forme triangulaire de chaque os frontal qui présente également une seule gorge profonde dans la surface de contact frontonasale ;
- une surface antérieure concave du métatarse III. Cette caractéristique est clairement absente chez d’autres troodontidés évolués tels que Saurornithoides, Talos, Urbacodon et Stenonychosaurus, elle semble par contre être présente chez Philovenator et non clairement vérifiable pour plusieurs autres espèces[2].

## Phylogénie
Latenivenatrix est un troodontidé évolué, membre de la sous-famille des Troodontinae, probablement lié aux genres asiatiques contemporains tels que Linhevenator et Philovenator.

## Paléobiologie
Latenivenatrix est le plus grand troodontidé connu, avec une longueur totale maximale estimée à 3,50 mètres. Ce troodontidé évolué était probablement un bipède semi-omnivore. Son rôle écologique était probablement distinct de celui de Stenonychosaurus, l'autre genre de troodontidés, plus petit connu, de la même formation. Les deux espèces se distinguent par les différences morphologiques décrites plus haut. 

### Paléopathologies
Un os pariétal catalogué TMP 79.8.1 porte une « ouverture pathologique ». En 1985, Phil Currie avait émis l'hypothèse que cette ouverture était provoquée par un kyste, mais en 1999, Darren H. Tanke (d) et Bruce M. Rothschild (d) l'ont interprétée comme une possible blessure due à une morsure.
Un spécimen de nouveau-né a peut-être souffert d'un défaut congénital entraînant la torsion de la partie antérieure de sa mâchoire. 